# 동국이상국집
《동국이상국집》(東國李相國集)은 고려 고종 때 문인 이규보의 문집(文集)으로, 이규보의 아들 이함(李涵)이 간행했다.
전집 권 1~18은 연보(年譜)·시, 권 19~20은 잡저·상량문·구호(口號)·송(頌)·서(序), 권 22는 잡문(雜文), 권 23~32는 기(記)·방문·서(書)·서장(書狀)·표(表)·인국교통소제표전장, 권 33~34는 교서·비답·조서·마제(麻制)·관고(官誥), 권 35~36은 비명(碑銘)·묘지뇌언, 권 37은 애사(哀辭)·제문, 권 38은 도량(道場)·초소(醮疏)·제문, 권 39는 불도소(佛道疏), 권 40~41은 석도소(釋道疏)·제축(祭祝)으로 되어 있다. 후집 12권의 내용도 전집의 내용과 같은 것을 취급하고 있다.
동국이상국집에는 상정고금예문이 1234년 금속 활자로 인쇄되었다는 내용이 있는데, 이것은 금속 활자에 대한 세계 최초의 기록이다.

## 같이 보기
- 이규보

## 참고 자료
- 이 문서에는 다음커뮤니케이션(현 카카오)에서 GFDL 또는 CC-SA 라이선스로 배포한 글로벌 세계대백과사전의 "〈무인시대의 문화〉" 항목을 기초로 작성된 글이 포함되어 있습니다.